# Troglohyphantes subalpinus
Troglohyphantes subalpinus este o specie de păianjeni din genul Troglohyphantes, familia Linyphiidae, descrisă de Thaler, 1967.
Este endemică în Austria. Conform Catalogue of Life specia Troglohyphantes subalpinus nu are subspecii cunoscute.